# ダラス・ブルース
「ダラス・ブルース」（Dallas Blues）は、ハルト・ヴァント Hart A. Wand に書かれた歌であり、今までに出版された最初の本物のブルースの歌である。オー、ユー・ビューティフル・ドール Oh という、最初のヴァースが12小節のブルースであるティン・パン・アレーの歌は、これより1年早く出版された。他にも2曲、曲名にブルースと付く歌が1912年に出版された。「ベイビー・シールズ・ブルース」 Baby Seals Blues （1912年8月）というアーサー・“ベイビー”・シールズ Arthur "Baby" Seales 作曲のヴォードヴィルの曲と、「メンフィス・ブルース」という W・C・ハンディ作曲（1912年9月）の2曲である。しかしながら、どちらも本物のブルースの歌ではなかった。
「ダラス・ブルース」は標準的なブルースのテンポで書かれたけれども(ブルースのテンポ。とてもゆっくり。)、しばしばラグタイムやディキシーランド・ジャズとして演奏された。
1918年に、ロイド・ギャレット Lloyd Garrett は歌手のダラスへの憧れを反映させるために歌詞を付けくわえた：
There's a place I know, folks won't pass me by,
Dallas, Texas, that's the town, I cry, oh hear me cry.
And I'm going back, going back to stay there 'til I die, until I die.
「ダラス・ブルース」が実際に作曲された日付はわかっていないが、サミュエル・チャーターズ Samuel Charters は彼の著書「The Country Blues」（1959年）のためにヴァントに取材訪問をしたが、彼は著書にヴァントはこの曲をピアノ奏者の友人、アナベル・ロビンズ Annabelle Robbins の所へ持って行き、ロビンズはこの曲をヴァントのために編曲したと記している。チャーターズはさらに、この歌の曲名は、この曲を聴くとダラスへ帰りたい憂鬱に駆られると言う、ヴァントの父親の作業員の一人に由来すると記している。ヴァントの父親は1909年に死んだので、実際に作曲した日付はそれ以前であるに違いない。
いずれにせよ、この歌を出版して数週間の間はミシシッピ川全域で聞かれ、この歌の次に続くすべてのブルース音楽への影響は、申し分なく記録されている。

## 初期の録音
| 初期の録音 | 初期の録音                                     | 初期の録音      | 初期の録音 |
| 日付       | アーティスト                                   | レーベル        |            |
| ---------- | ---------------------------------------------- | --------------- | ---------- |
| 1918       | Wilbur Sweatman's Jazz Band                    | Columbia A-2663 |            |
| 1920       | ルイ・アームストロングと彼のオーケストラ       | Okeh 8774       |            |
| 1925       | Fred Hall's Sugar Babies                       | Okeh 40437      |            |
| 1925       | Lee Morse                                      | Perfect 11582   |            |
| 1927       | Bob Fuller                                     | Brunswick 7006  |            |
| 1930       | Andy Kirk's 12 Clouds of Joy                   | Brunswick 6129  |            |
| 1931       | Ted Lewis & His Band (v. ファッツ・ウォーラー) | Oriole 3132     |            |
| 1934       | Isham Jones & His Orchestra\|                  | Victor 24649    |            |
| 1936       | Wingy Manone & His Orchestra\|                 | Bluebird 6375A  |            |
| 1939       | ウディ・ハーマンと彼のオーケストラ             | Decca 2629A     |            |